# Pete Julian
Pete Julian (eigentlich Peter Julian; * 11. Mai 1971) ist ein ehemaliger US-amerikanischer Langstreckenläufer und Leichtathletiktrainer.
Bei den Crosslauf-Weltmeisterschaften kam er 1997 in Turin auf den 86. Platz. 1998 in Marrakesch belegte er auf der Langstrecke den 89. Platz.
1999 gewann er über 10.000 Meter Bronze bei den Panamerikanischen Spielen in Winnipeg und belegte bei den Leichtathletik-Weltmeisterschaften in Sevilla den 22. Platz.
2001 kam er beim Chicago-Marathon auf Rang 19, und 2002 wurde er Sechster beim Pittsburgh-Marathon.
2012 wurde er unter Alberto Salazar, der 2019 wegen Dopingverstößen für vier Jahre gesperrt wurde, Trainer beim Nike Oregon Project. Dort betreut er unter anderem Konstanze Klosterhalfen und Donavan Brazier.

## Persönliche Bestzeiten
- 5000 m: 13:33,02 min, 31. Mai 1998, Eugene
- 10.000 m: 28:05,42 min, 8. Mai 1999, Palo Alto
- Marathon: 2:15:54 h, 7. Oktober 2001, Chicago